# Izgubljeni svijet (1925.)
Izgubljeni svijet (engl. The Lost World) je američki fantastični crno-bijeli nijemi film iz 1925. Snimljen po istoimenoj knjizi koju je napisao Arthur Conan Doyle. Jedan od prvih filmova kinematografije u kojem su se upotrijebili specijalni efekti kako bi se dočarali živi dinosauri.

## Radnja
London. Profesor Challenger je šokirao novinare bizarnim tvrdnjama da Južnoj Americi, u Amazoni, postoje živi dinosauri. Novinar Edward Malone otkrije da te tvrdnje zasniva na dnevniku istraživača Maplea Whitea kojeg je dobio od njegove kćeri Paule. 
Mala ekipa predvođena profesorom Challengerom se uputi u Amazonu te stignu do uzvisine na koju se popnu. Tamo uistinu otkriju žive dinosaure na visoravni. No tamo ostanu zarobljeni i opkoljeni od zlih prethistorijskih životinja. Ipak, uspiju uloviti jednog Brontosaura i dovesti ga u London. Ipak, dinosaur tamp poludi i izmakne kontroli te napadne prolaznike. Na kraju pobjegne u rijeku Temzu.

## Filmska ekipa
- Harry O. Hoyt, redatelj

- Bessie Love kao Paula White
- Lewis Stone kao John Roxton
- Wallace Beery kao Profesor Challenger
- Lloyd Hughes kao Edward Malone

## Zanimljivosti
- Pri premijeri je film trajao preko 100 minuta ali je velik dio bio izgubljen pa je ostala samo verzija u trajanju od 60-ak minuta.[1] Naime, film je snimljen tijekom nijemog razdoblja, a kada je 1927. prvi put predstavljen zvučni film, donijeta je nevjerojatna odluka o uništenju svih primjeraka "Izgubljenog svijeta" pošto su producenti planirali snimiti zvučnu verziju, koja pak nikada nije snimljena.[2] Ipak, 1992. se slučajno otkrio negativ u Češkoj pa se restaurirala stara verzija.

- "Izgubljeni svijet" je revolucionirao specijalne efekte upotrebom stop motion animacije, te je tako omogućio nastanak filma "King Kong (1933)", a taj je pak inspirirao budući rad Raya Harryhausena.

## Kritike
Almar Haflidason je u svojoj recenziji napisao: 
"Scenarij je napisan zamorno kako ne bi bilo potrebno upotrijebiti specijalne efekte, no genij Willis O'Brien je stvorio takve uvjerljive filmske dinosaure da su dijelovi scenarija izbačeni kako bi film imao više mjesta za njegov rad. Iako film nije toliko uzbudljiv kao "King Kong", ipak je daleko ispred svojeg vremena."
Ken Hake je također hvalio film: 
"Iznimno zabavan, makar nespretan nijemi film sa specijalnim efektima."
Dennis Schwartz je zaključio: 
"Veličanstveni specijalni efekti Willisa O'Briena, koji je kasnije učinio isto za "King Konga", čine ovaj film obaveznim gledanjem za filmske povjesničare."
Mark Bourne je napisao: 
"Kako se film danas drži? Uglavnom poprilično dobro, pogotovo ako se gleda iz perspektive povijesti kinematografije. Rečenica iz originalne recenzije Life magazina još uvijek vrijedi i danas - Tehnološki gledano, Izgubljeni svijet je veličanstven. Dramaturški, nije osobit."

## Vanjske poveznice
- Izgubljeni svijet u internetskoj bazi filmova IMDb-a
- Rottentomatoes.com (na engleskom jeziku)
- Film na google videu (verzija od 65 min.)  Arhivirana inačica izvorne stranice od 27. srpnja 2006. (Wayback Machine)